# Janet Arnold
Janet Arnold (6 de outubro de 1932-02 de novembro de 1998) foi uma historiadora de roupa britânica, figurinista, professora, curadora e autora. Ela é mais conhecida por sua série de trabalhos chamados Patterns of Fashion, que incluiu padrões de costura de escala precisos, utilizados pelos museus e teatros igualmente. Ela passou a escrever um manual do Traje, um livro sobre as fontes primárias sobre o estudo traje, e da Queen Elizabeth's Wardrobe Unlock'd bem como muitos outros livros.
Arnold foi premiada com o inaugural Prêmio Sam Wanamaker, em 1998. Após sua morte, a Sociedade de Antiquários de Londres que anteriormente fez um companheiro, criou uma bolsa em seu nome, como fez a Sociedade do Traje, que ela ajudou a fundar.

## Biografia
Janet Arnold nasceu em Duncan House, Clifton abaixo da estrada em Bristol em 6 de outubro de 1932. Seu pai, Frederick Charles Arnold era um ferrageiro, enquanto sua mãe, Adeline Arnold, era uma enfermeira. Ela foi educada na escola The Red Maids' e tomou um grande interesse em roupas com base em uniforme da escola para órfãos. Arnold foi estudar em West of England College of Art, onde ela conseguiu um Diploma Nacional, antes de obter o diploma de seu professor de arte da Universidade de Bristol, em 1954.
Arnold assumiu o papel de professora na Hammersmith Day College em 1955 e lá permaneceu até 1962, quando mudou-se para um professor sênior na Avery Hill College of Education, onde permaneceu até 1970. Em 1971, ela assumiu um papel a tempo parcial de professor de pesquisa em Surrey School Art of Design. Arnold passou a começar a trabalhar com o departamento de estudos de teatro e teatro no Royal Holloway College, em 1978.

## Obras
Trabalho mais conhecido de Arnold estava escrevendo os livros, Patterns of Fashion , vol. 1: 1660-1860 e Patterns of Fashion, vol. 2: 1860-1940. Os dois volumes incluem um grande número de padrões de costura que mostram a alteração da forma ao longo do período, desenhada com precisão à escala. Estes livros foram considerados altamente por museus, teatros, grupos de reconstituição e estudantes. Ela passou a escrever um manual do Traje em 1973, um guia completo para pesquisar fontes no tópico de estudo fantasia.
Ela ajudou a garantir a precisão dos figurinos para cinema e televisão, bem como garantir que os museus tiveram réplicas exatas de roupas. Durante o final dos anos 1970 e durante toda a década de 1980, Arnold trabalhou em seu opus Queen Elizabeth's Wardrobe Unlock'd.